# Innerkrems
Innerkrems è una frazione di 66 abitanti del comune austriaco di Krems in Kärnten, nel distretto di Spittal an der Drau in Carinzia. Importante stazione sciistica specializzata nello sci alpino, ha ospitato varie edizioni dei Campionati austriaci e tappe della Coppa Europa.